# Daniel Baldi
Daniel Eduardo Baldi Alfano (Colonia, 23 novembre 1981) è un ex calciatore e scrittore uruguaiano, di ruolo attaccante.

## Carriera
Inizia a giocare nel Plaza Colonia, nella massima serie uruguaiana, passando poi in Messico al Cruz Azul.
Torna in Uruguay per giocare con Peñarol e Plaza Colonia, quindi si trasferisce prima in Venezuela al Mineros de Guayana, poi in Italia al Treviso.
Chiude la carriera in patria, giocando per il Cerro, il Danubio e il Bella Vista.

## Scrittore
Baldi ha scritto molte opere per bambini e giovani:
- La Botella FC
- El desafío de la montaña
- Mi mundial
- Los mellis
- Estadio lleno